# 津田のラジオ「っだー!!」
『津田のラジオ「っだー!!」』は、2014年4月9日から放送されているインターネットラジオ番組。2017年6月28日までは文化放送超!A&G+で放送されていた。2017年7月12日から、毎月第2・第4水曜更新のニコニコチャンネルに配信変更となる。パーソナリティは声優の津田美波。

## 概要
津田美波が自分のペースで「っだー!!」っとお届けしていくラジオである。
三上のラジオ「っだー!!」
津田が体調不良で番組に出られない場合は、ピンチヒッターとして、同じ青二プロダクションの先輩である三上枝織がパーソナリティを務める。
2014年6月4日放送回、2015年3月11日放送回で放送された。
放送回数について
通常だと本人以外での放送をしていても回数のカウントをするのだが、津田本人が放送した回数をカウントした事を放送内でのカウント。上記「三上枝織」の放送回数分を追加した回数のカウントが実際の放送回数となる。放送「第100回　(実質 第102回) 2016年3月16日」
- 第100回放送記念（2016年3月16日）に番組用にtwitterを始める。「@danoraji」[2][3]
- ニコニコ動画に引越しをしても、カウント数はそのまま継続「2017年7月12日、168回」より

### 配信日時
現在の配信時間
Web動画配信（ニコニコ動画 ニコニコチャンネル 津田のラジオ「っだー!!」）
- 毎月第2、第4水曜日更新（1週間無料配信。有料会員は1週間後も視聴可能。2017年7月12日 - ）
- 有料会員は同時配信の おまけ放送を視聴可能。

過去の配信時間
本放送
- 超!A&G+ 毎週水曜日 25:00 - 25:30（2014年4月9日 - 2017年6月28日）

リピート放送
- 毎週木曜日 12:00 - 12:30（2014年4月10日 - 2015年10月1日）
- 毎週木曜日 13:00 - 13:30（2015年10月8日 - 2017年6月29日）

Web配信（ニコニコ動画 ニコニコチャンネル 津田のラジオ「っだー!!」）
- 毎週土曜日更新（1週間無料配信。有料会員は1週間後も視聴可能。）（2016年12月10日 - 2017年7月1日）
- 有料会員は同時配信の おまけ放送を視聴可能。

### 提供
- マリン・エンタテインメント

## コーナー
リスナーからのメッセージ（ふつおた）を紹介するコーナーの他に、2015年4月現在下記のコーナーが実施されている。
気が済むまでずっと美波のターン
喋り出すと止まらない津田が気の済むまで喋り続けるコーナー、平たく言えばフリートーク。場合によってはずっと喋り続けてエンディングになってしまうことも。
津田だっつーの
怒っていること、いわゆる「おこ」なことをリスナーに送ってきてもらい、津田が共感したり、同情したり、なだめたりする。
津田のツボ
津田をハイテンションにさせるような津田の“ツボ”をつくメールを募集するコーナー。

## ゲスト
| 放送回 | 放送日  | ゲスト     | 備考             |        |
| 2014年 | 2014年  | 2014年     | 2014年           | 2014年 |
| ------ | ------- | ---------- | ---------------- | ------ |
| 3      | 4月23日 | 前田愛     | 番組初のゲスト。 |        |
| 17     | 7月30日 | 三澤紗千香 |                  |        |
| 18     | 8月6日  | 三澤紗千香 |                  |        |
| 2015年 |         |            |                  |        |
| 67     | 7月29日 | 村川梨衣   |                  |        |
| 68     | 8月5日  | 村川梨衣   |                  |        |
| 2016年 |         |            |                  |        |
| 123    | 8月31日 | 村川梨衣   |                  |        |
| 124    | 9月7日  | 村川梨衣   |                  |        |

## イベント
2015年アニメイト冬のＡＶまつりPresents!　 津田のラジオ「っだー!!」・「大久保瑠美・原紗友里 青春学園 Girls High↑↑」公開イベント
- 2015-04-19 - 科学技術館サイエンスホール
- 出演：津田美波、大久保瑠美、原紗友里

『津田のラジオ「っだー!!」テーマソングCD』発売記念イベント
- 2015-07-18 - アニメイト新宿 「アニメイトホール SHINJUKU」・とらのあな秋葉原店C 4F イベントフロア
- 2015-07-19 - ゲーマーズなんば・アニメイト天王寺
- 出演：津田美波

## 関連商品

### 音楽CD
- Shiny Eyes

番組初のテーマソングCD。豪華版には、Shiny EyesのPVが収録されている。
2015年7月8日発売。
収録曲
1. Shiny Eyes
  - 作詞：ENA☆ 作曲・編曲：西岡和哉
2. 鼓動アンダンテ
  - 作詞：ENA☆ 作曲・編曲：黒川陽介
3. Open the Future
  - 作詞：ENA☆ 作曲・編曲：川越好博
4. Shiny Eyes（off vocal）
5. 鼓動アンダンテ（off vocal）
6. Open the Future（off vocal）

### ファンディスク
|       | 発売日        | ロケ地 |
| ----- | ------------- | ------ |
| Vol.1 | 2015年1月28日 | 京都   |
| Vol.2 | 2015年9月2日  | 広島   |
| Vol.3 | 2016年9月7日  | 北海道 |